# Бутолін Максим Сергійович
Макси́м Сергі́йович Буто́лін — солдат Збройних сил України.
Військовик 72-ї окремої механізованої бригади. Поранений при обстрілі з РСЗВ «Град», з його роти тоді загинуло 4 вояків. Лікувався в Київському військовому шпиталі.

## Нагороди
14 листопада 2014 року за особисту мужність і героїзм, виявлені у захисті державного суверенітету та територіальної цілісності України, вірність військовій присязі під час російсько-української війни, відзначений — нагороджений орденом «За мужність» III ступеня.